# Puellina saginata
Puellina saginata är en mossdjursart som beskrevs av Winston 2005. Puellina saginata ingår i släktet Puellina och familjen Cribrilinidae.
Artens utbredningsområde är Mexikanska golfen. Inga underarter finns listade i Catalogue of Life.